# О’Брайен, Дилан
Ди́лан О’Бра́йен (англ. Dylan O’Brien; род. 26 августа 1991) — американский актёр и музыкант, наиболее известный по роли Стайлза Стилински в телесериале «Волчонок» и роли Томаса в экранизации романа Джеймса Дэшнера «Бегущий в лабиринте».

## Биография
О’Брайен родился 26 августа 1991 года в Нью-Йорке. Детство прошло в Спрингфилде, штат Нью-Джерси. Когда Дилану исполнилось 12 лет, семья переехала в Хермоса-Бич, Калифорния. Отец О’Брайена работал видеооператором, а мать была актрисой. У него также есть сестра Джулия. О’Брайен имеет ирландские, английские, итальянские и испанские корни. В 2009 году окончил школу Mira Costa High School.
В 2006 году Дилан стал известен своими комедийными видео на YouTube, которые он самостоятельно снимал и режиссировал.
О’Брайен планировал окончить колледж и киношколу одновременно, но в этот момент его выбрали на роль в сериале «Волчонок». Должен был прослушиваться на роль Скотта, но после прочтения сценария он понял, что ему ближе характер Стайлза, лучшего друга Скотта, и попросил своего менеджера о прослушивании на роль Стайлза.
Дилан также снялся в фильме режиссёра Метта Уолша High Road и сыграл главную роль в романтической комедии «В первый раз» вместе с Бритт Робертсон и Викторией Джастис.
В 2013 году Дилана утвердили на главную роль в фильме «Бегущий в лабиринте». Помимо актёрской деятельности О’Брайен был барабанщиком инди-рок-группы Slow Kids at Play.

## Личная жизнь
С 2011 года встречался с коллегой по фильму «В первый раз» Бритт Робертсон. В 2018 году пара рассталась. В январе 2023 года стало известно о том, что Дилан встречается с фотомоделью Рейчел Лэнг.

## Фильмография
| Год       |     | Русское название                         | Оригинальное название              | Роль                        |
| --------- | --- | ---------------------------------------- | ---------------------------------- | --------------------------- |
| 2011      | ф   | Шоссе                                    | High Road                          | Джимми                      |
| 2011—2017 | с   | Волчонок                                 | Teen Wolf                          | Мечислав «Стайлз» Стилински |
| 2012      | ф   | В первый раз                             | The First Time                     | Дэвид «Дэйв» Ходжман        |
| 2013      | ф   | Кадры                                    | The Internship                     | Стюарт                      |
| 2013      | с   | Новенькая                                | New Girl                           | Бывший парень               |
| 2014      | ф   | Бегущий в лабиринте                      | The Maze Runner                    | Томас Дейсон                |
| 2015      | ф   | Бегущий в лабиринте: Испытание огнём     | The Maze Runner: The Scorch Trials | Томас Дейсон                |
| 2016      | ф   | Глубоководный горизонт                   | Deepwater Horizon                  | Калеб Холлоуэй              |
| 2017      | ф   | Наёмник                                  | American Assassin                  | Митч Рэпп                   |
| 2018      | ф   | Бегущий в лабиринте: Лекарство от смерти | The Maze Runner: The Death Cure    | Томас Дейсон                |
| 2018      | ф   | Бамблби                                  | Bumblebee                          | Бамблби (голос)             |
| 2019      | с   | Странный город                           | Weird City                         | Стю Максом                  |
| 2020      | ф   | Выбор Фредерика Фитцелла                 | The Education of Fredric Fitzell   | Фредерик Фитцелл            |
| 2020      | с   | Удивительные истории                     | Amazing Stories                    | Сэм Тейлор                  |
| 2020      | ф   | Любовь и монстры                         | Love and Monsters                  | Джоэл Доусон                |
| 2021      | ф   | Бесконечность                            | Infinite                           | Генрих Тредвей              |
| 2021      | кор | All Too Well: The Short Film             | All Too Well: The Short Film       | Он                          |
| 2022      | ф   | Костюм                                   | The Outfit                         | Ричи Бойл                   |
| 2022      | ф   | Не в порядке                             | Not Okay                           | Колин                       |
| 2024      | ф   | Шоу субботним вечером                    | Saturday Night                     | Дэн Эйкройд                 |
| 2024      | ф   | Озеро Каддо                              | Caddo Lake                         | Пэрис Лэнг                  |
| 2025      | ф   | Без близнеца                             | Twinless                           | Роман/Рокки                 |
| 2026      | ф   | Пришлите помощь                          | Send Help                          |                             |
|           | ф   | Годовщина                                | Anniversary                        | Джош                        |

## Награды и номинации
Полный список наград и номинаций на IMDb.
| Награда                | Год  | Категория                           | Работа                               | Результат |
| ---------------------- | ---- | ----------------------------------- | ------------------------------------ | --------- |
| Teen Choice Awards     | 2014 | Злодей                              | Волчонок                             | Победа    |
| Young Hollywood Awards | 2014 | Прорыв года                         |                                      | Победа    |
| MTV Movie Awards       | 2015 | Лучший бой Лучший герой Прорыв года | Бегущий в лабиринте                  | Победа    |
| MTV Movie Awards       | 2015 | Лучший испуг                        | Бегущий в лабиринте                  | Номинация |
| Teen Choice Awards     | 2015 | Лучший актёр привлекающий внимание  |                                      | Победа    |
| Teen Choice Awards     | 2016 | Лучший актёр летнего сериала        | Волчонок                             | Победа    |
| Teen Choice Awards     | 2016 | Лучший экшн-актёр                   | Бегущий в лабиринте: Испытание огнём | Победа    |
| Teen Choice Awards     | 2016 | Лучшая химия в фильме               | Бегущий в лабиринте: Испытание огнём | Победа    |
| Teen Choice Awards     | 2016 | Самый ожидаемый актёр               | Глубоководный горизонт               | Победа    |
| Teen Choice Awards     | 2016 | Лучший экшн-актёр                   | Бегущий в лабиринте: Испытание огнем | Победа    |